# 水間鉄道7000系電車

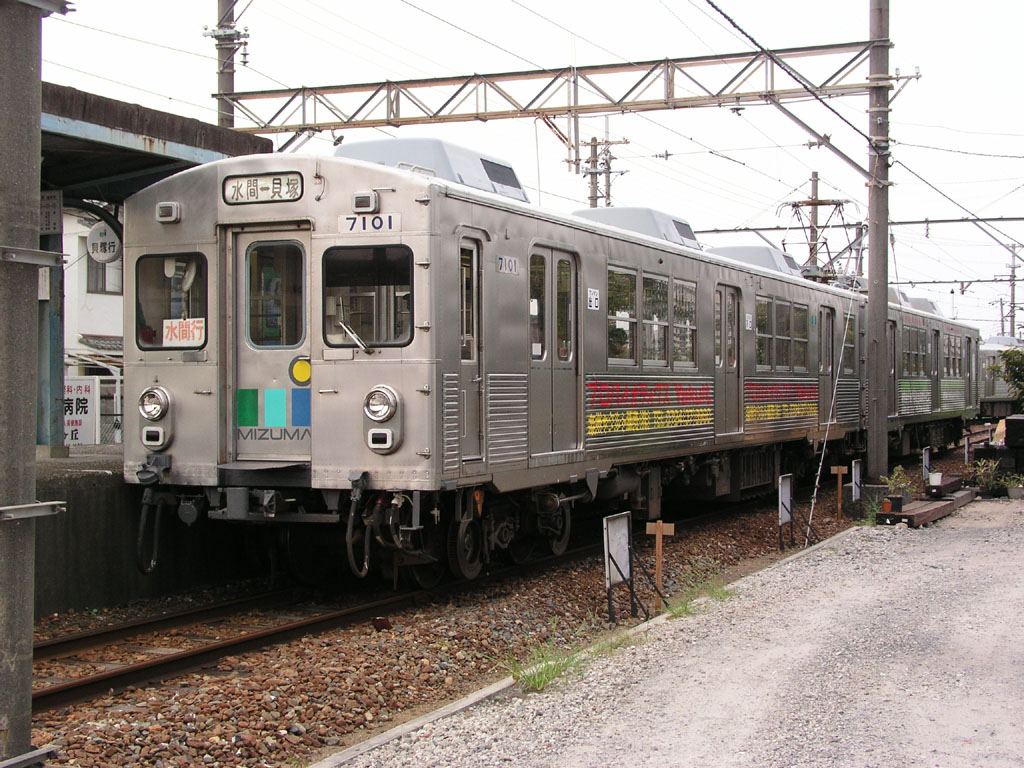
7000系7000形（2006年8月、名越駅にて撮影）

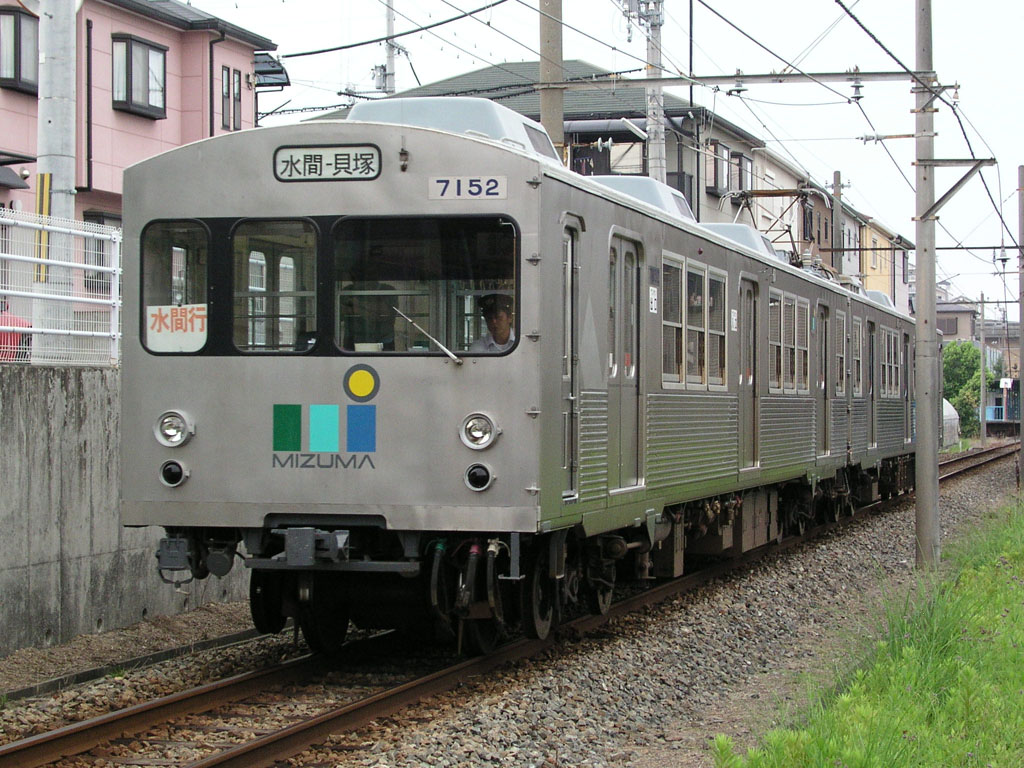
7000系7050形（2006年8月、貝塚市役所前駅 - 近義の里駅間にて撮影

7000系電車は、水間鉄道の鉄道車両（電車）である。
本項では、中間車を先頭車化改造された7050形電車と更新改造車である1000形電車についても記載する。

## 概要
501形の代替となる車両を導入するにあたり、水間鉄道では当時の使用電圧である直流600Vに適合した中古車の譲渡を南海電気鉄道に打診した。しかし、同時期に東京急行電鉄（東急）で7000系電車が大量に不要になることが判明したため、これを譲受することになった。
7000系の使用電圧は1,500 Vであるため、導入に際しては改造で600 Vに対応させることが検討されたが、昇圧に伴う変電所の設備改造費用の方が安くつくと判断されたため、変電所を改造して昇圧することになった。この変電所の設備も東急で不要になったものを譲受している。
当初の所要両数10両は、東横車輌電設（現：東急テクノシステム）でワンマン化改造を行った。種車には先頭車と中間車があり、中間車には切妻非貫通の運転台が取りつけられた。全電動車の2両編成で、貝塚方のM1車が7000番台、水間方のM2車が7100番台で、先頭車化改造車はそれぞれ7050番台と7150番台である。
後述の1000形への改造進展に伴い、7000系として最後まで残った7003Fによるさよなら運転が、2007年（平成19年）6月24日10時6分水間発の列車より3往復運行された。なお、7003Fは1000形に改造されず定期運用から離脱したが、同年10月20日と21日に鉄道の日を記念しての復活運転が行われた。現在は水間観音駅に隣接した車庫内に留置されている。

## 特徴
- 制御装置はすべて東洋電機製造製。
- 全10両のうち4両が元中間車を先頭車化改造した車両。
- 譲渡に際し、先頭化改造車は改造時に、7001-7101の編成は水間鉄道入線後、屋上に東急8000系と同型の集約分散式冷房機（冷却能力9000kcal/h）3基が新設された[1]。先頭車化改造車の電源用静止形インバータは東急8090系からの発生品を流用している。
- 回生ブレーキは残されたままとなっているが、水間鉄道では使用していない。
- ワンマン化改造が施されているが、早朝・深夜を除き、通常はツーマン運転である。
- 先頭車の前面下部に水間鉄道の社紋が表記されている。また、側面下部に広告ステッカーを貼付する編成も存在していた。
- 地方私鉄に譲渡された車両は加速度が下げられるケースが多いが、水間鉄道では東急時代のままの高加速度である。
- 行先表示幕は登場以来「水間⇔貝塚」のままで使用されていたが、2000年代頃から行先表示札を先頭車の前面左側に装着するようになった（現在は使用しない）。
- 床下の塗装は東急時代の黒色の状態で入線したが、南海電鉄に検査を委託している関係上、検査のタイミングで南海標準のグレーに変更された[1]。

## 更新改造車（1000形）

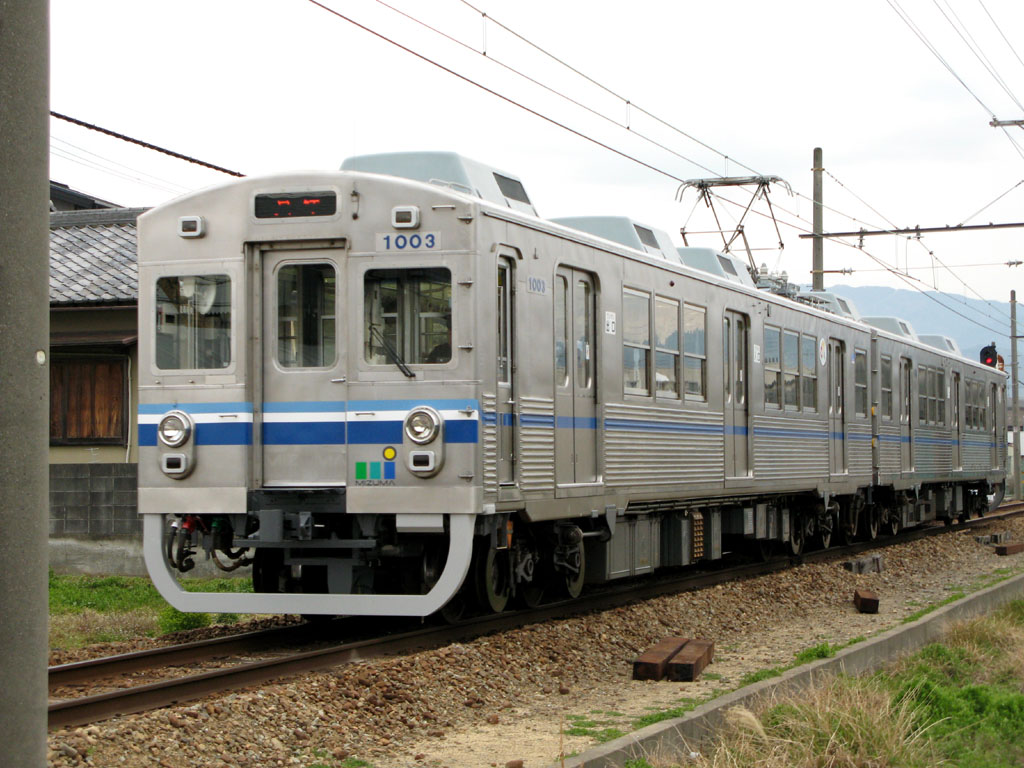
1000形1003F（2007年3月、森駅 - 三ツ松駅間にて撮影）

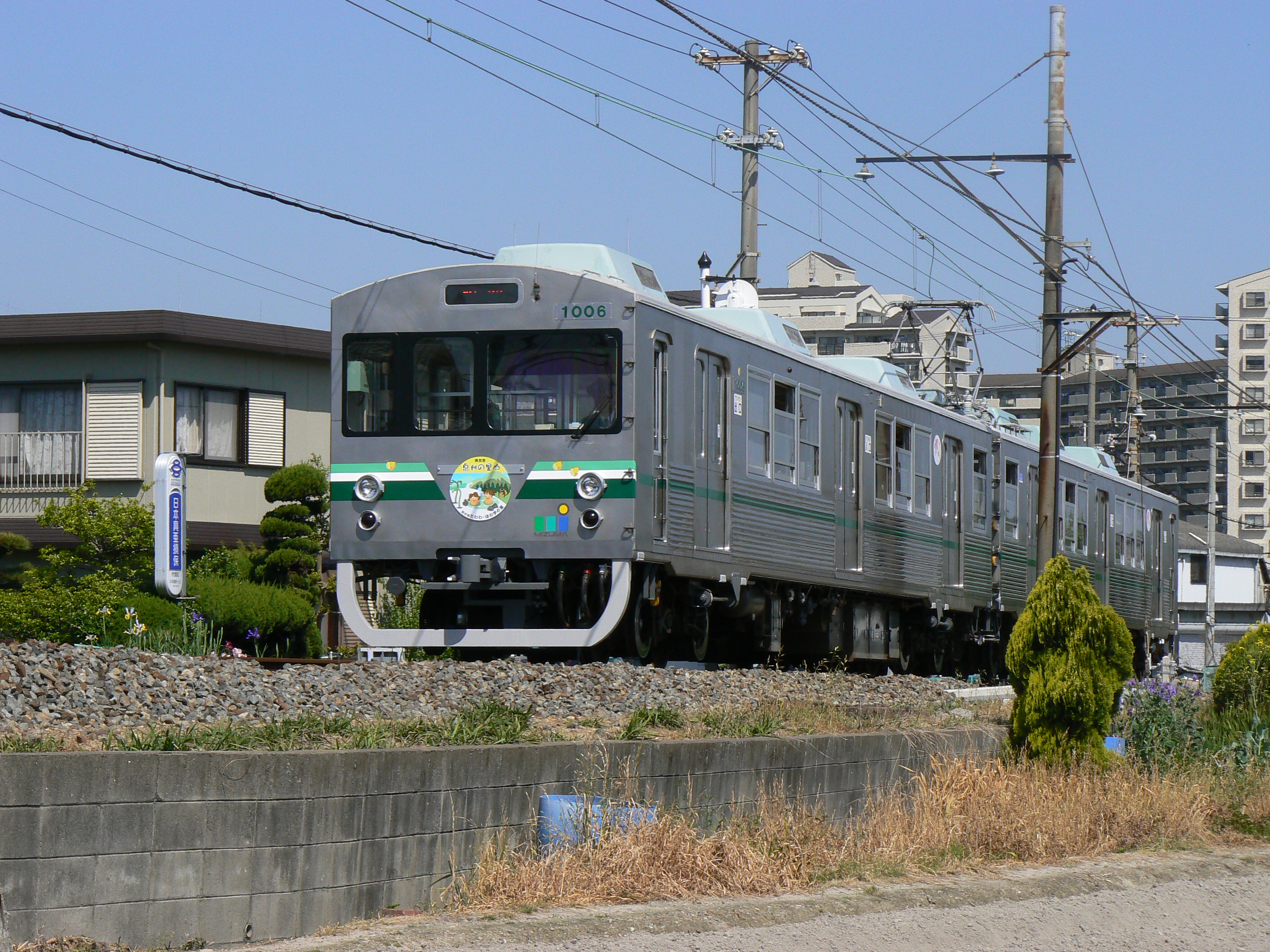
1000形1005F（2007年4月29日撮影）

水間鉄道では2005年から行われていた会社更生の完了を受け、2006年度より7000系の内外装の更新を行うこととなった。更新を受けた車両は形式が1000形に改められている。出発式を行った同年12月16日より1001F（元7002F）が、2007年3月初頭より1003F（元7001F）が、同年4月末より1005F（元7051F）が、6月23日より1007F（元7052F）がそれぞれ営業運転に就いている。
主な変更点は次の通り。
- 前面・側面にカラー帯の追加（1001F：赤、1003F：青系、1005F：緑系、1007F：オレンジ系。前面にはさらに白帯が入る。）
- 側面の社紋をCIイメージから編成ごとに四季をイメージしたデザインに変更（1001F：コスモス、1003F：ツバキと水間寺の塔、1005F：サクラとチョウ、1007F：山と川とトンボ）
- 前面行先表示のLED化
- 運転台下部にATS車上子保護の排障器の設置
- 非冷房車への集約分散式冷房機設置（電源用の電動発電機は南海電気鉄道7100系からの発生品を流用）
- 交通バリアフリー法への適合（運転室後部に車椅子スペースの設置、ドアチャイム[2]・ドア開閉予告ランプの装備、運転室後部と連結部に次駅案内装置の設置）
- 自動放送装置を8トラテープから音声合成装置へ変更
- 連結部への転落防止装置の設置
- 室内化粧板・床材・座席モケットの更新
- ATS関連機器の装備
- ワイパーを空気式（先頭車化改造車は手動式）から電気式に交換
- 車体各部のHゴムガラス支持を金属押さえ支持に交換
- 車体各部に残っていた東急時代の補助機器をすべて撤去（撤去跡はステンレス板で埋められている）

なお、車内のつり革には手が加えられていないため、東急百貨店やBunkamura、109など東急時代の広告が残っており、非常通報装置も紐式のままである。

## 在籍数
| 両数    | 編成数 | 総数 | 編成概要 ←貝塚駅方向            | 備考         |
| ------- | ------ | ---- | ------------------------------- | ------------ |
| 2両編成 | 2本    | 4両  | デハ1000（奇） - デハ1000（偶） | 貫通先頭車   |
| 2両編成 | 2本    | 4両  | デハ1000（奇） - デハ1000（偶） | 非貫通先頭車 |

## 車番の変遷
| 更新後   | 更新後   | 入線時   | 入線時   | 東急時代 | 東急時代 |
| -------- | -------- | -------- | -------- | -------- | -------- |
| デハ1003 | デハ1004 | デハ7001 | デハ7101 | デハ7008 | デハ7007 |
| 1001     | 1002     | 7002     | 7102     | 7010     | 7009     |
|          |          | 7003     | 7103     | 7012     | 7011     |
| 1005     | 1006     | 7051     | 7151     | 7128     | 7127     |
| 1007     | 1008     | 7052     | 7152     | 7110     | 7139     |